# Jan Svendsen (Politiker)
Jakob Jan Hans Svendsen (* 7. Juli 1861 in Upernavik; † 7. Februar 1928 in Aappilattoq) war ein grönländischer Katechet und Landesrat.

## Leben
Jan Svendsen war der Sohn des Matrosen Peter Hendrik Ole Svendsen (1834–1891) und dessen Frau Magdalene Frederikke Møller (1843–1924), die die Tochter eines Dänen war. Jan Svendsen heiratete am 4. November 1883 in Upernavik Karen Martha Kristine Elberg (1866–?), Tochter des dänischen Kolonialverwalters Niss Lauritz Elberg (1843–1885) und dessen Frau Emma Maren Louise Vilhelmine Broberg (1835–1902), die ebenfalls größtenteils dänischer Abstammung war. Aus der Ehe wurden fünf Kinder geboren. Seine Schwester war mit dem Landesrat Sigvard Christiansen (1866–?) verheiratet und ein Neffe war der Landesrat Ole Svendsen (1907–?).
Jan Svendsen wurde 1881 als Katechet in Aappilattoq eingesetzt. Er war auch als Jäger tätig. 1911 wurde er in den ersten nordgrönländischen Landesrat gewählt. Er nahm 1914 nicht an der Sitzung teil und schied nach Ablauf der Legislaturperiode 1916 aus. Er starb 1928 im Alter von 66 Jahren, als er gemeinsam mit seiner jüngsten Tochter ertrank.